# Jan Frans van Douven
Jan Frans van Douven, ou Johan Francois Douven, né à Ruremonde le 2 mars 1656 – décédé à Düsseldorf en 1727, est un peintre de portraits des Pays-Bas méridionaux appartenant à l'école néerlandaise de Leyde. Né à Ruremonde, il passe la plupart de sa vie en tant que peintre de cour à Düsseldorf, aujourd'hui en Allemagne, où il crée la plupart de ses œuvres.

## Biographie
Selon Houbraken, son père Gérard Douven était un prêtre canon dans le chapitre de Ruremonde et avait passé plusieurs années à Rome où avait appris à apprécier l'art. Il transmet son enthousiasme à son fils et lui enseigne le latin à l'âge de onze ans ainsi que quelques techniques artistiques. Cependant, son père meurt jeune (33 ans) et sa mère le place comme apprenti pendant deux ans à Liège sous la supervision du peintre Gabriel Lambertin (qui a également étudié à Rome). Quand son cousin, le peintre Christopher Puitlink, revient de son voyage à Rome, le jeune Johan étudie avec lui. Son travail est remarqué par Don Jan Dellano Velasco, le ministre des finances à Ruremonde pour Charles II d'Espagne. Il passe trois années à travailler pour lui, copiant les œuvres des peintres romains pour son grand cabinet de peinture.
Selon le RKD, il est le neveu de son maître Christoffel Puytlinck et le père du peintre Frans Bartholomeus Douven. En 1682, il s'installe à Düsseldorf comme peintre officiel de la cour de l'électeur palatin de Rhénanie, Jean-Guillaume de Neubourg-Wittelsbach (aussi appelé Jean-Guillaume par les populations locales). À partir de 1682, il travaille sur une série de tableaux commandés par l'électeur palatin. Ces peintures représentent des scènes de la vie quotidienne du prince et de sa seconde épouse, Anne-Marie-Louise de Médicis (« Scènes de la vie de la Cour de Düsseldorf »). Van Douven joue un rôle majeur dans la création de la galerie de peinture du palais de Düsseldorf.
Van Douven se rend également à Vienne, accompagnant l'électeur palatin lors d'un voyage. À cette occasion, il peint les portraits de l'empereur et de l'impératrice. Il peint également des portraits d'autres princes et d'aristocrates ou de célébrités comme le célèbre musicien Arcangelo Corelli.

## Œuvres (sélection)

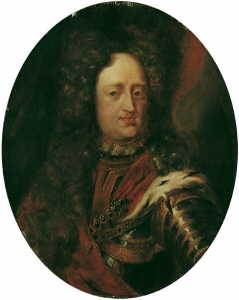
Portrait de Jean-Guillaume de Neubourg-Wittelsbach, électeur palatin
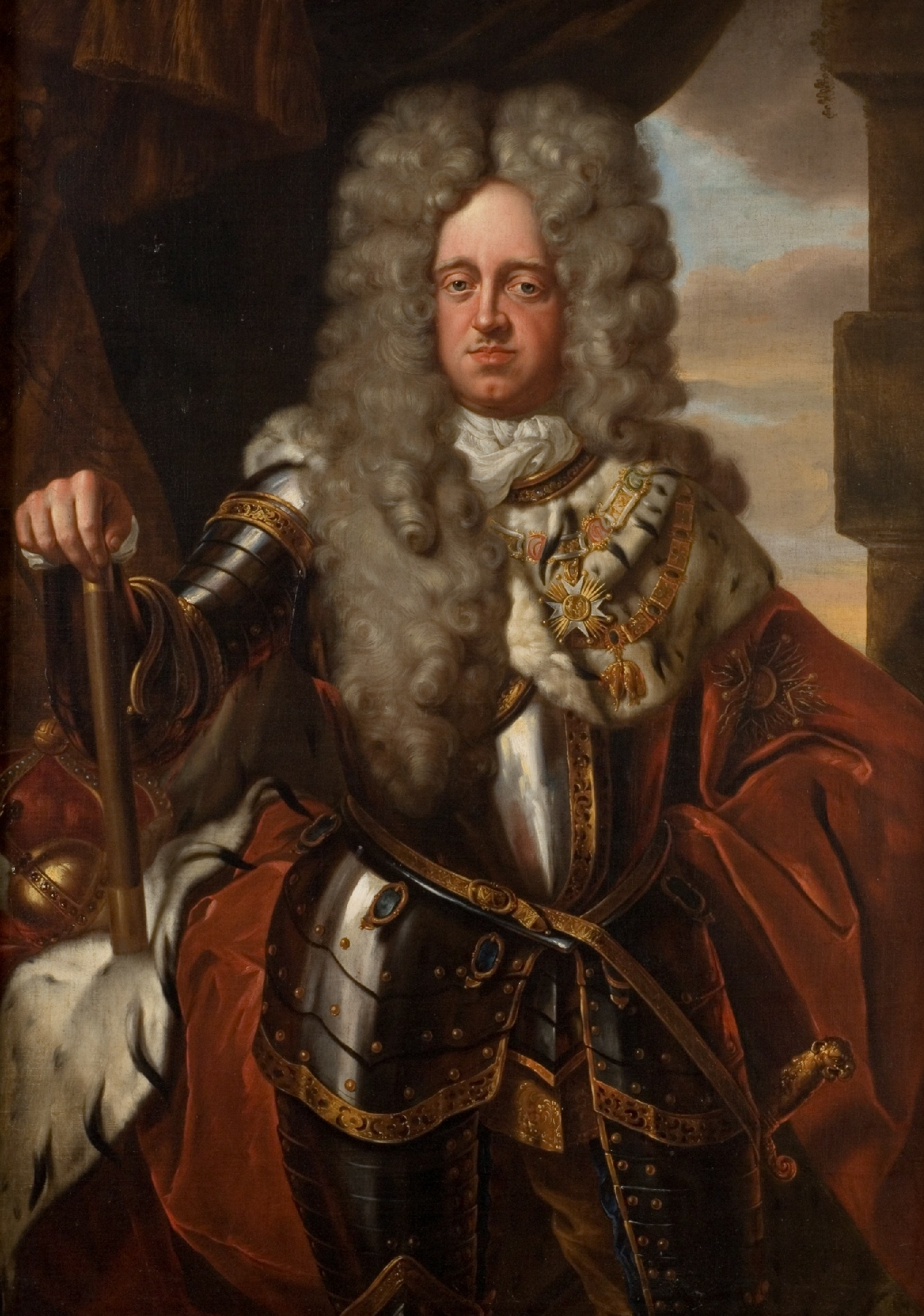
Portrait de Jean-Guillaume de Neubourg-Wittelsbach
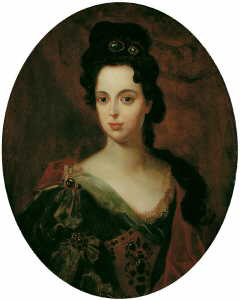
Portrait d'Anna Maria Luisa de Médicis
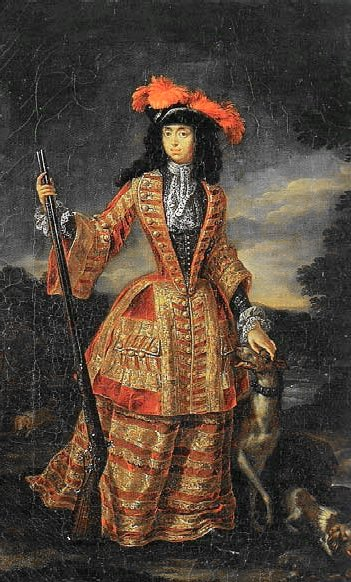
Portrait d'Anne-Marie-Louise de Médicis en costume de chasse
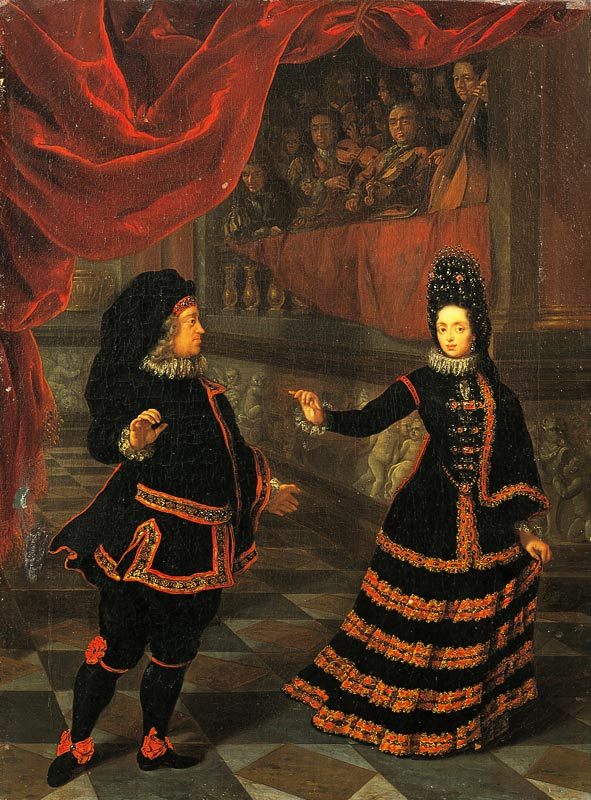
Électeur Palatin et sa femme en costumes espagnols, dansant
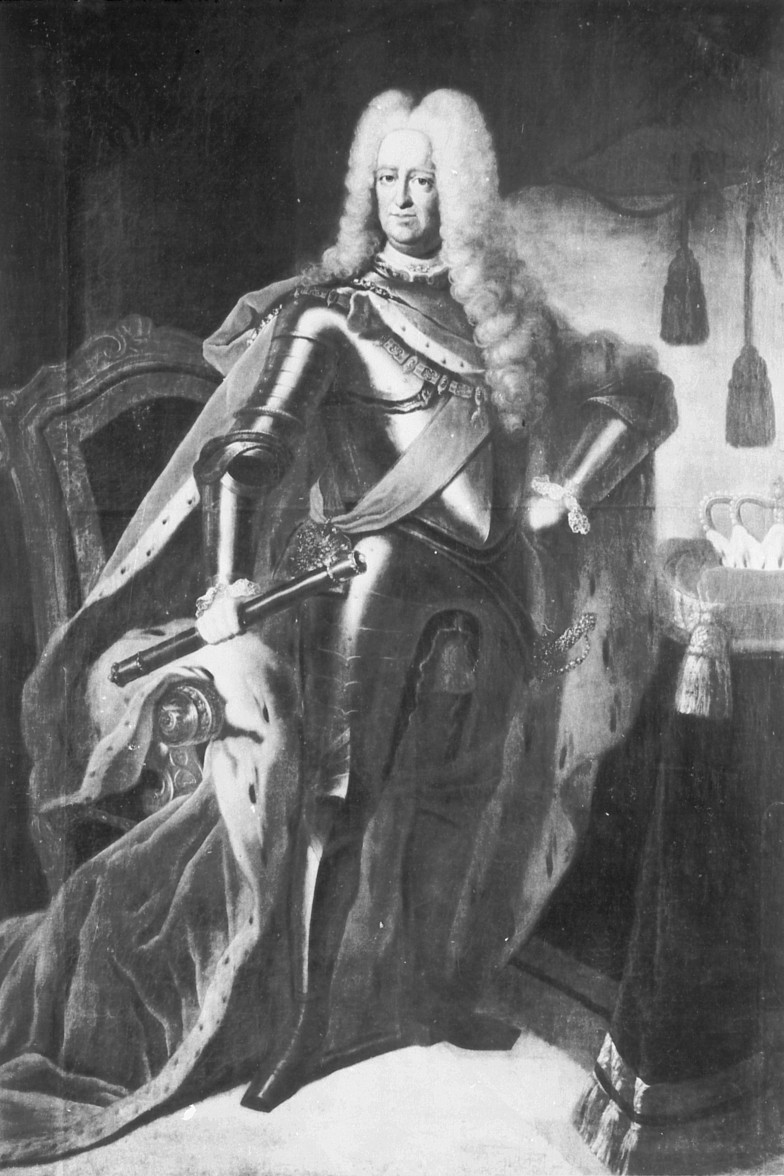
Portrait de Charles III Philipp von der Pfalz
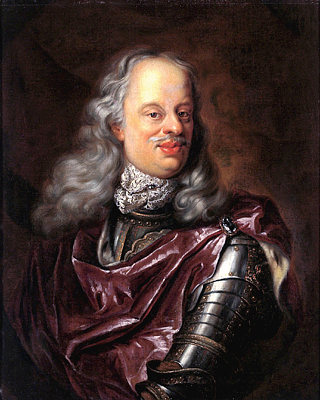
Portrait de Cosme III de Médicis, grand duc de Toscane
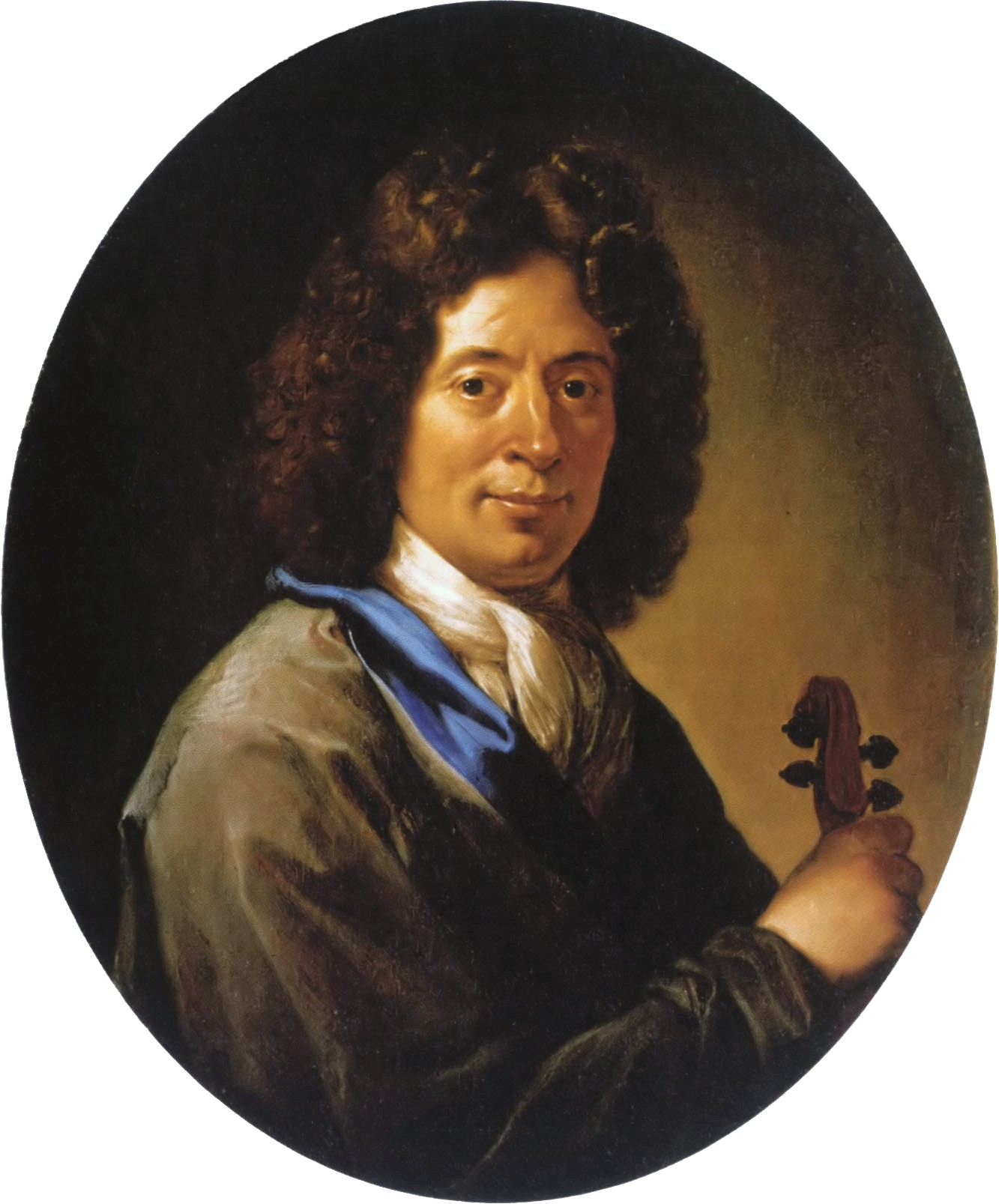
Portrait d'Arcangelo Corelli